# Andrea Malfatti

Porträt Malfattis von Alcide Davide Campestrini, 1912

Andrea Malfatti (* 7. Mai 1832 in Mori, Trentino; † 7. Februar 1917 in Trient) war ein Trentiner Bildhauer.

## Leben
Andrea Malfatti wurde 1832 in Mori als Sohn des Mesners Francesco Malfatti und der Caterina Boschetti geboren. Er verbrachte seine Jugend zusammen mit seinem älteren Bruder Francesco in Trient, wo er begann, als Tischler zu arbeiten und abends die städtische Zeichenschule besuchte, an der er von Agostino Perini unterrichtet wurde. Mit Unterstützung der Adeligen Margherita Salvetti Cloz zog er 1851 nach Mailand und arbeitete als Holzschnitzer in der Werkstatt von Leonardo Gaggia. Ab 1852 studierte er an der Accademia di Belle Arti di Brera in Mailand bei Benedetto Cacciatori und Francesco Hayez und kam in Kontakt mit Künstlern wie Vincenzo Vela, Pietro Magni, Antonio Tantardini und Francesco Barzaghi. Nach dem Abschluss des Studiums kehrte er nach Trient zurück und eröffnete dort eine Bildhauerwerkstatt.
1862 war er in ein irredentistisches Attentat verwickelt, wurde in Mori festgenommen und in Innsbruck inhaftiert. Der Verdacht, die Verschwörung Giuseppe Mazzinis gegen Österreich zu unterstützen, brachte ihn erneut in Haft.
1863 heiratete er Lucia Biasori. 1873 übersiedelte er nach Mailand, wo er eine intensive Ausstellungstätigkeit entfaltete und eine höhere Sichtbarkeit erhoffte. Die Verbindung nach Trient und zu seinen dortigen Auftraggebern riss aber nie ab.
Malfatti war mit seinen Werken auf Kunstausstellungen in Mailand, Neapel, Turin, Triest und Rom vertreten, sowie auf der Weltausstellung 1873 in Wien, der Weltausstellung 1878 in Paris, der Weltausstellung 1889 in Paris, wo er eine Silbermedaille für seine Kreuzabnahme in Marmor und Bronze erhielt, und auf der Tiroler Landesausstellung 1893 in Innsbruck.
1883 gewann er den Wettbewerb für das Garibaldi-Denkmal in Cremona, das 1886 errichtet wurde. 1891 nahm er am Wettbewerb für das Dante-Denkmal in Trient teil. Sein Entwurf wurde nicht verwirklicht, erhielt aber einen Anerkennungspreis.
1892 kehrte er von Mailand nach Trient zurück und gründete mit seinem Freund Cesare Scotoni ein eigenes Atelier. 1908 gab er die Zulassung als Bildhauer an die Stadt Trient zurück, von der er 1912 im Gegenzug für die Überlassung seiner Modelle eine Rente erhielt. Seine Modelle sind heute im Museo di arte moderna e contemporanea di Trento e Rovereto ausgestellt.
Andrea Malfatti gilt als Hauptvertreter der naturalistischen italienischen Grab- und Denkmalplastik. Er schuf Statuen, Denkmäler und Grabmäler, vorwiegend in Marmor, Terrakotta oder Bronze, für zahlreiche Orte in Tirol und Norditalien.

## Werke
- Die Trunkenheit, 1861

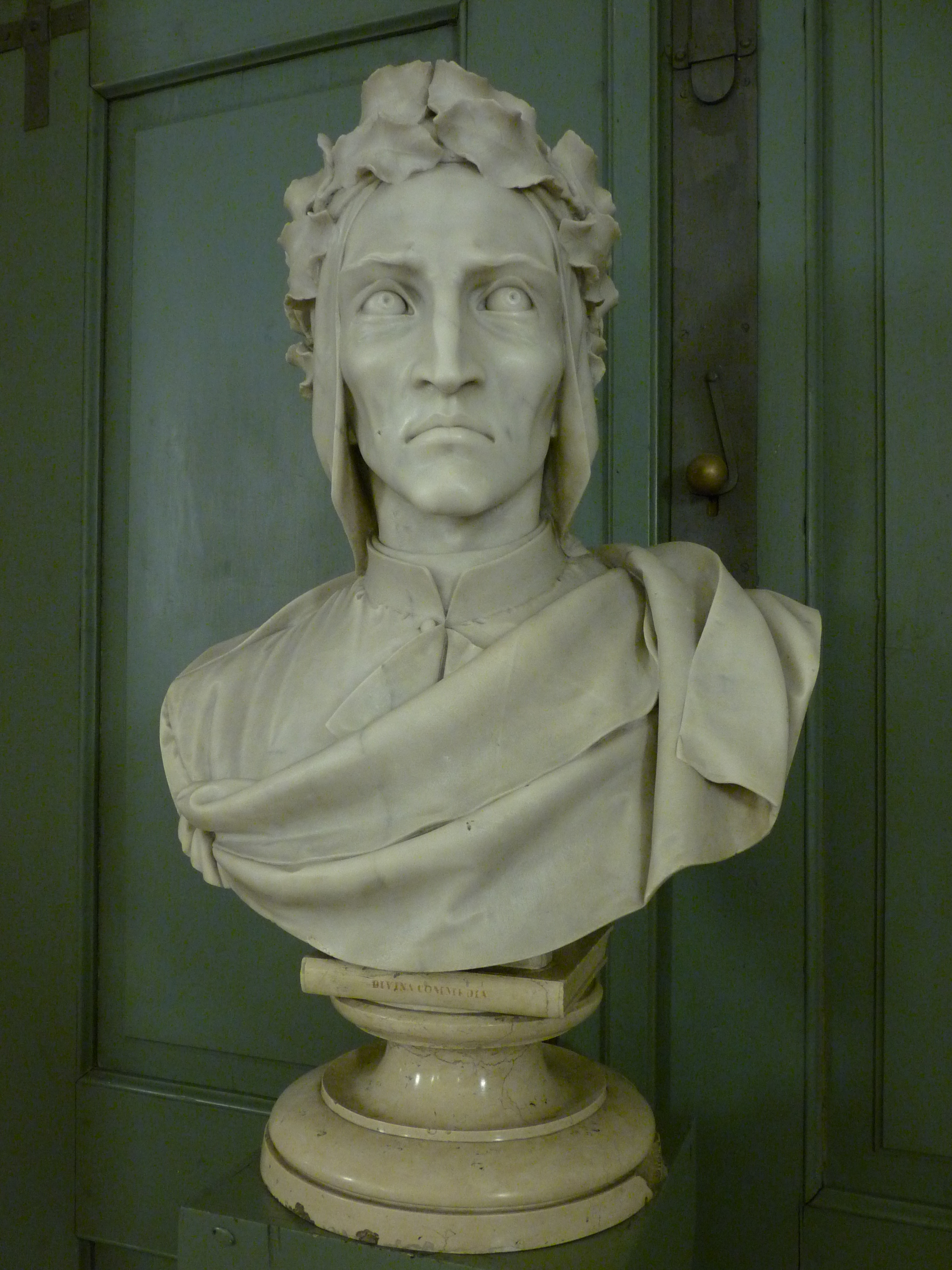
Dante-Büste, Stadtbücherei Trient

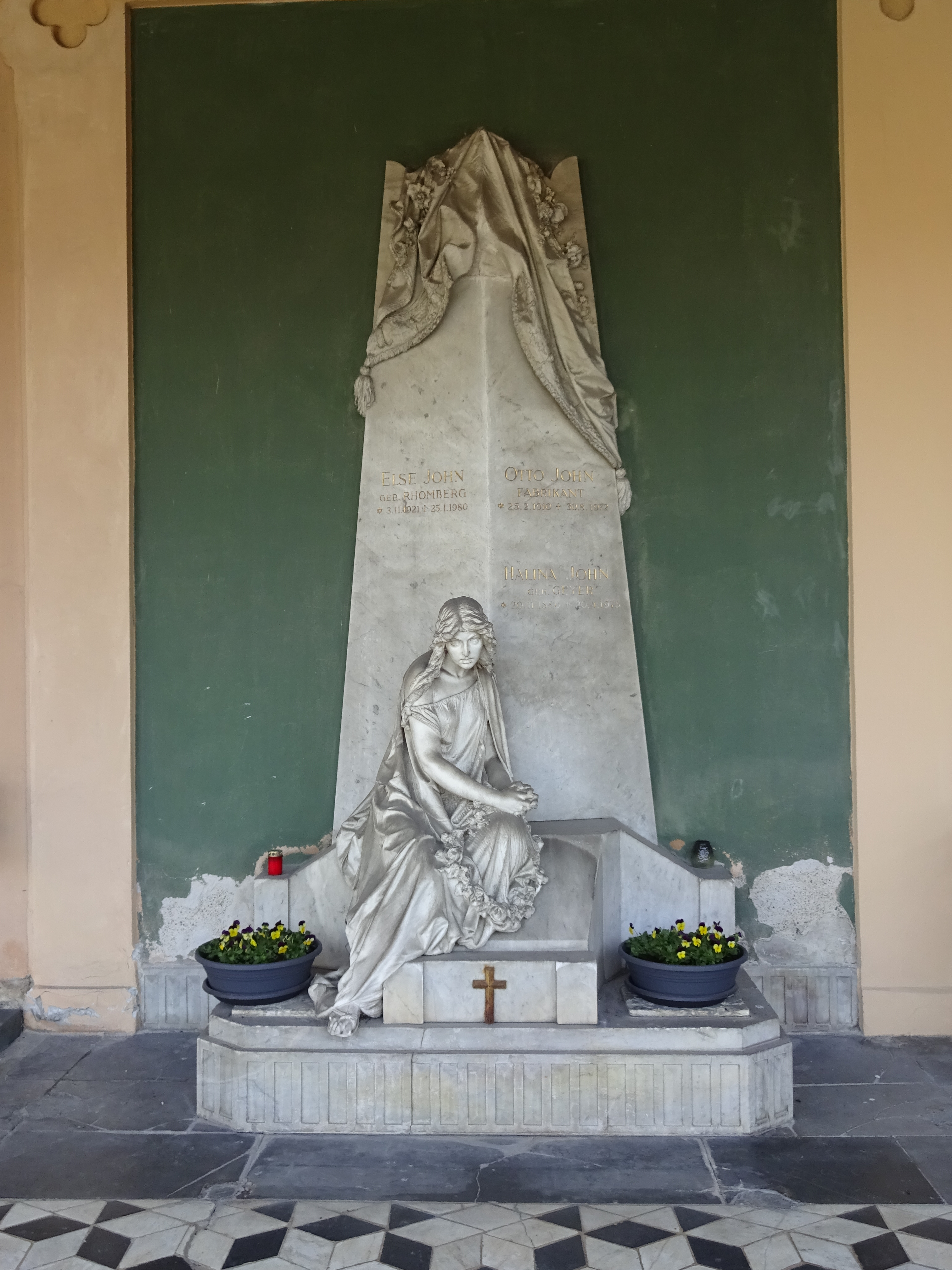
Lodron'sche Grabstätte, Westfriedhof Innsbruck

- Unbefleckte Empfängnis, Holz, Kirche S. Giovanni, Ala 1862
- fünfzehn Terrakotta-Köpfe von Trentiner Künstlern für die Residenz von Francesco Ranzi in Trient, 1862
- Fontana del Bacchino, Marmor, piazza Pasi, Trient 1864
- Büste von Dante Alighieri, Marmor, Stadtbücherei, Trient 1865
- Restaurierung des Neptunbrunnens auf dem Domplatz in Trient, 1865
- Das befreite Rom oder Die Emanzipation, 1872
- Die Liebesbande, Marmorgruppe, 1876
- Grabmal für Margherita Salvetti Cloz, Marmor, Trient, 1877
- Trauernde, Lodron'sche Grabstätte, Westfriedhof, Innsbruck 1879
- Christi Himmelfahrt, Marmorgruppe, Obexer’sche Familiengrabstätte, Westfriedhof, Innsbruck 1881
- Denkmal für Giuseppe Garibaldi, Cremona 1886
- Kreuzabnahme, Marmor und Bronze, 1889; 1899 auf dem Friedhof von Triest als Grabdenkmal der Familie Saxida aufgestellt
- Pietà, Krypta der Kriegerkapelle, städtischer Friedhof Trient, 1891
- Die vier Jahreszeiten, Stein 1890–1900
- Grabdenkmal der Familie Hartung v. Hartungen, Friedhof in Arco, 1893
- Grabdenkmal der Familie Verazzi, Friedhof Père-Lachaise, Paris 1895–1900
- Statuen Petrus und Paulus, Philipp Neri, Petrus Canisius, Stein, Portal der Kirche Santa Maria Maggiore, Trient 1899–1901
- Engel der Wohltätigkeit, Bronze, Friedhof, Mailand